# Élisabeth-Alexandrine de Wurtemberg
La duchesse Élisabeth Alexandrine Constance de Wurtemberg (27 février 1802 à Würzau, Gouvernement de Courlande – 5 décembre 1864, à Karlsruhe), est la fille de Louis-Frédéric de Wurtemberg et de la princesse Henriette de Nassau-Weilbourg. Par son mariage avec Guillaume de Bade (1792-1859), elle est devenue Princesse de Bade.

## Mariage et enfants
Élisabeth épouse Guillaume de Bade (1792-1859), le 16 octobre 1830. Il a 10 ans de plus qu'elle et est le second fils de Charles Ier de Bade et de sa seconde épouse Louise Caroline de Geyer de Geyersberg. En raison du statut de sa mère, Guillaume n'a pas de droits de succession pour un temps sur le Grand-Duché de Bade (jusqu'à ce que son frère devienne Léopold Ier de Bade).
Élisabeth et Guillaume ont quatre enfants:
- Henriette de Bade (7 mai 1833 - 7 août 1834)
- Sophie de Bade (7 août 1834 - 6 avril 1904), mariée à Woldemar de Lippe le 9 novembre 1858, sans descendance.
- Élisabeth de Bade (18 décembre 1835 - 15 mai 1891)
- Léopoldine de Bade (22 février 1837 - 23 décembre 1903); mariée à Hermann de Hohenlohe-Langenbourg , le 24 septembre 1862, avec descendance.